# Железногорск (Курска област)
Железногорск (на руски: Железногорск) е град в Русия, административен център на Железногорски район, Курска област. Населението на града към 1 януари 2018 е 100 740 души.

## История
Селището е основано през 1957 година, през 1962 година получава статут на град.

## География
Градът се намира на 220 метра надморска височина, на 90 километра северозападно от град Курск.

## Образователна структура
В града има 9 общообразователни училища, 2 лицея, 2 гимназии, едно начално училище и едно възпитателно училище.

## Побратимени градове
- Шостка, Украйна
- Мариупол, Украйна
- Жодино, Беларус